# Wilfrid Jasper Walter Blunt
Wilfrid Jasper Walter Blunt (* 19. Juli 1901 in Ham; † 8. Januar 1987 in Guildford) war ein britischer Kunsthistoriker.

## Leben
Wilfrid Blunt ist der älteste Sohn von Arthur Stanley Vaughan Blunt und Hilda Master. Seine beiden Brüder waren Christopher Evelyn Blunt (1904–1987) und Anthony Blunt (1907–1983).
Von 1914 bis 1920 erhielt er eine Ausbildung am Marlborough College, ging dann an das Worcester College in Oxford, wechselte an das Atelier Moderne in Paris und machte 1923 seinen Abschluss am Royal College of Art in London.
Er lehrte von 1923 bis 1938 am Haileybury College und von 1938 bis 1959 am Eton College Kunst.
Unter Mitwirkung seines Freundes William Thomas Stearn schrieb er das viel beachtete Buch The Art of Botanical Illustration, das 1950  veröffentlicht wurde, und sich ausführlich mit der Geschichte der botanischen Zeichnungen beschäftigt.
Nach seiner Versetzung in den Ruhestand war er von 1959 bis 1985 Kurator des Watts Museum in Compton und widmete sich vollständig dem Schreiben von, in der Regel kunstbezogenen, Biographien. Darunter befindet sich mit The Compleat Naturalist: A Life of Linnaeus auch eine Biographie von Linné.

## Ehrungen
Für sein Buch The Art of Botanical Illustration erhielt er von der Royal Horticultural Society die Veitch Memorial Medal.

## Veröffentlichungen (Auswahl)
- mit William T. Stearn: The Art of Botanical Illustration: An Illustrated History. London 1950; 2. Auflage ebenda 1951.
- Sweet Roman Hand (1952)
- John Christie of Glyndebourne (1968)
- The Dream King: Ludwig II of Bavaria (1970)
- mit William T. Stearn: The Compleat Naturalist: A Life of Linnaeus. (1971)
- Captain Cook's Florilegium (1973)
- The Australian Flower Paintings of Ferdinand Bauer (1976)
- Splendors of Islam (1976) – mit Michael Petzet
- The Illustrated Herbal (1979) – mit Sandra Raphael
- Married To A Single Life: An Autobiography 1901-1938 (1983)

## Aktuelle Ausgaben
- The Art of Botanical Illustration: An Illustrated History. Dover Publications, 1994. ISBN 0-486-27265-6 (Paperback)
- The Illustrated Herbal. Thames & Hudson, 1994. ISBN 0-500-27786-9 (Paperback) – mit Sandra Raphael
- Linnaeus. Frances Lincoln Publishers, 2004. ISBN 0-711-22362-9 (Paperback)
- Of Flowers and a Village: An Entertainment for Flower Lovers. Timber Press, 2006. ISBN 0-881-92778-3 (Hardcover)